# Saint-Martin-sur-Armançon
Saint-Martin-sur-Armançon é uma comuna francesa na região administrativa de Borgonha-Franco-Condado, no departamento de Yonne. Estende-se por uma área de 14,08 km². Em 2010 a comuna tinha 149 habitantes (densidade: 10,6 hab./km²).